# Arius (theoloog)
Arius (uitspraak: [aˈriəs], Grieks: Άρειος) (Pentapolis van Cyrenaica, 250/256 - Constantinopel, rond 336) was een christelijk presbyter (priester) die de drie-eenheid niet erkende en Jezus beschouwde als geschapen door en ondergeschikt aan God de Vader. Het arianisme, een stroming in het vroege christendom, is naar hem vernoemd.

## Leven
Arius was waarschijnlijk van Libisch-Berberse afkomst. Zijn vaders naam was Ammonius. Van Arius wordt aangenomen dat hij Bijbelonderricht kreeg in Antiochië van Lucianus van Antiochië.
De reconstructie van het leven en de leer van Arius is niet eenvoudig, omdat slechts enkele van de originele geschriften zijn overgeleverd. De overige teksten van zijn hand die overgeleverd zijn, zijn de aanhalingen van de eerste kerkvaders die hem als ketter veroordeelden.
Arius koos de zijde van Meletius van Lycopolis in een geschil over de hernieuwde toelating van hen die Jezus eerder hadden afgewezen. Hij raakte hierdoor in conflict met bisschop Petrus van Alexandrië, maar dit conflict werd bijgelegd. Arius werd vervolgens aangesteld als diaken. Onder Petrus' opvolger Achillas werd Arius in 313 aangesteld als priester van het Baucalisdistrict in Alexandrië, de belangrijkste Egyptische stad in de vroege kerk. In 320/321 werd hij geëxcommuniceerd op grond van zijn als ketters beschouwde leer. De acceptatie van zijn leer en persoon bleven tijdens zijn leven omstreden.

## Ideeën
Arius verwierp de gedachte dat Jezus, de zoon van God, ook God zelf is. Hij leerde dat Jezus het voornaamste schepsel was en ondergeschikt aan God de Vader. Arius baseerde zich bijvoorbeeld op:
- een citaat van Jezus: "Jullie hebben toch gehoord dat ik zei dat ik wegga en bij jullie terug zal komen? Als je me liefhad zou je blij zijn dat ik naar mijn Vader ga, want de Vader is meer dan ik" (Johannes 14:28)
- een uitspraak van Paulus over Christus: "Beeld van God, de onzichtbare, is hij, eerstgeborene van heel de schepping" (Kolossenzen 1:15)
- "Dit zegt Amen, de trouwe en betrouwbare getuige, het begin van Gods schepping" (Openbaring 3:14 - uit de context blijkt dat deze hele serie (waar hier over 'Amen' gesproken wordt) betrekking heeft op Christus.

Hierbij werd hij fel bestreden door Athanasius, die Jezus' goddelijkheid een centraal punt vond, wat er toe leidde dat de kerk na Athanasius' dood Arius' gedachten als ketterij verwierp.
Mede door de controverse over de opvattingen van Arius kwam de kerk tot de vaststelling van de leer van de drie-eenheid van God en de tweenaturenleer van Jezus Christus. De verwerping van Arius' leer vond in 325 plaats op het Eerste Concilie van Nicea, toen de geloofsbelijdenis van Nicea werd opgesteld. Deze uitkomsten maakten nog geen einde aan de controverse. Uiteindelijk werd pas ruim een eeuw na Arius' dood, op het Concilie van Chalcedon in 451, de leer van de drie-eenheid vastgelegd. Er waren nog twee concilies (kerkvergaderingen) nodig alvorens tot de definitieve afronding van deze theologische kwesties te komen. Het heeft daarna nog ruim twee eeuwen geduurd voordat het arianisme volledig verdwenen was. Vooral onder Germaanse volkeren, met uitzondering van de Franken, heeft het arianisme veel aanhang gehad.